# Artibeus fraterculus
Artibeus fraterculus је врста слепог миша из породице љиљака-вампира (Phyllostomidae).

## Распрострањење
Ареал врсте је ограничен на две државе. Перу и Еквадор су једина позната природна станишта врсте.

## Станиште
Станиште врсте су пустиње. 

## Угроженост
Ова врста је наведена као последња брига, јер има широко распрострањење и честа је врста.<ref name="редлист" /f>